# Francesc de Vilaplana i d'Agulló
Francesc de Vilaplana i d'Agulló (Copons, Anoia, 1597 - Perpignan, 1649), Seigneur de Balsareny de Segarra et d'el Soler d'Avall et châtelain de Copons, a agi au nom de son oncle Pau Claris durant les négociations menées avec la Monarchie française dans les mois qui ont précédé l'entrée de la Catalogne dans la Guerre des faucheurs.
Fils et héritier du chevalier Antoni de Vilaplana i Seragut, il a été condamné en 1620 à la réclusion pour avoir tué le gouverneur de Copons. Sa peine a été commuée pour qu'il puisse servir dans les Flandes en 1634, mais il s'est évadé près de Perpignan.
Vilaplana était le neveu de Pau Claris et a entrepris au nom de ce dernier les négociations avec les français quand la Catalogne s'est révoltée contre le roi de Castille. En 1640 il est intervenu, avec Ramon de Guimerà et Francesc de Tamarit, dans la négociation du Pacte de Céret. Ce pacte établissait les bases de l'aide militaire française face à la invasion castillane. En décembre, il a accompagné le représentant français, le Baron d'Espenan à Barcelone et à Tarragone. Lorsque celui-ci a fui, il a regroupé une petite force de cavalerie dans le Penedès pour affronter l'armée castillane du marquis de Los Vélez. À la mort de Pau Claris en 1641, il a encore lutté dans le Roussillon, puis a abandonné tout poste de responsabilité.